# Ritex
Die Ritex GmbH mit Sitz und Produktion in Bielefeld vertreibt Kondome aus Naturkautschuklatex und Gleitmittel. Die Marke Ritex – ein Akronym aus dem Nachnamen des Firmengründers (Richter) und der Bezeichnung für den Rohstoff (Latex), aus dem Kondome hergestellt werden – wurde 1950 von Hans Richter als Markenzeichen eingetragen.

## Geschichte

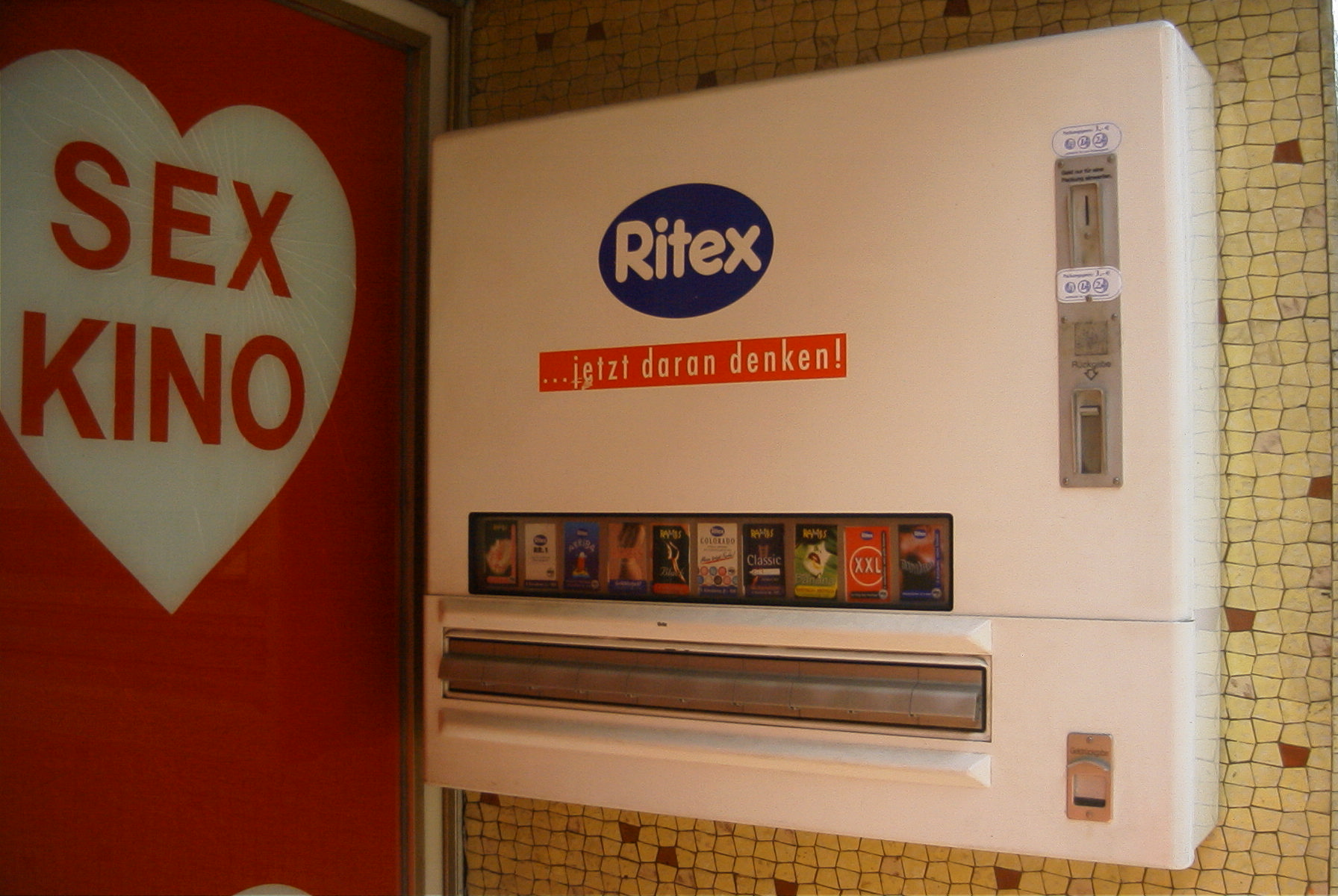
Kondom-Automat der Firma Ritex vor einem Sexshop in Duisburg, 2003.

1948 gründete Hans Richter in Bielefeld ein Unternehmen zum Handel mit Kondomen. Zwei Jahre später wurde Ritex als Markenzeichen eingetragen. 1982 trat Hans-Roland Richter, Sohn des Firmengründers, in die Unternehmensführung ein. Mit dem Einstieg von Robert Richter Ende 2007 befindet sich das Unternehmen nunmehr seit drei Generationen vollständig im Familienbesitz.
Mitte der 80er Jahre geriet die Immunschwächekrankheit AIDS in das öffentliche Interesse. Plötzlich wurde das Kondom zum entscheidenden Verhütungsmittel im Kampf gegen die Ausbreitung der Immunschwächekrankheit und stand im Mittelpunkt der gesundheitspolitischen Arbeit und Aufklärung. Im Jahr 1993 verabschiedete der Rat der Europäischen Gemeinschaften die Richtlinie 93/42/EWG über Medizinprodukte. Diese Richtlinie ordnete Kondome den Medizinprodukten in der besonders hohen Risikoklasse IIb zu.

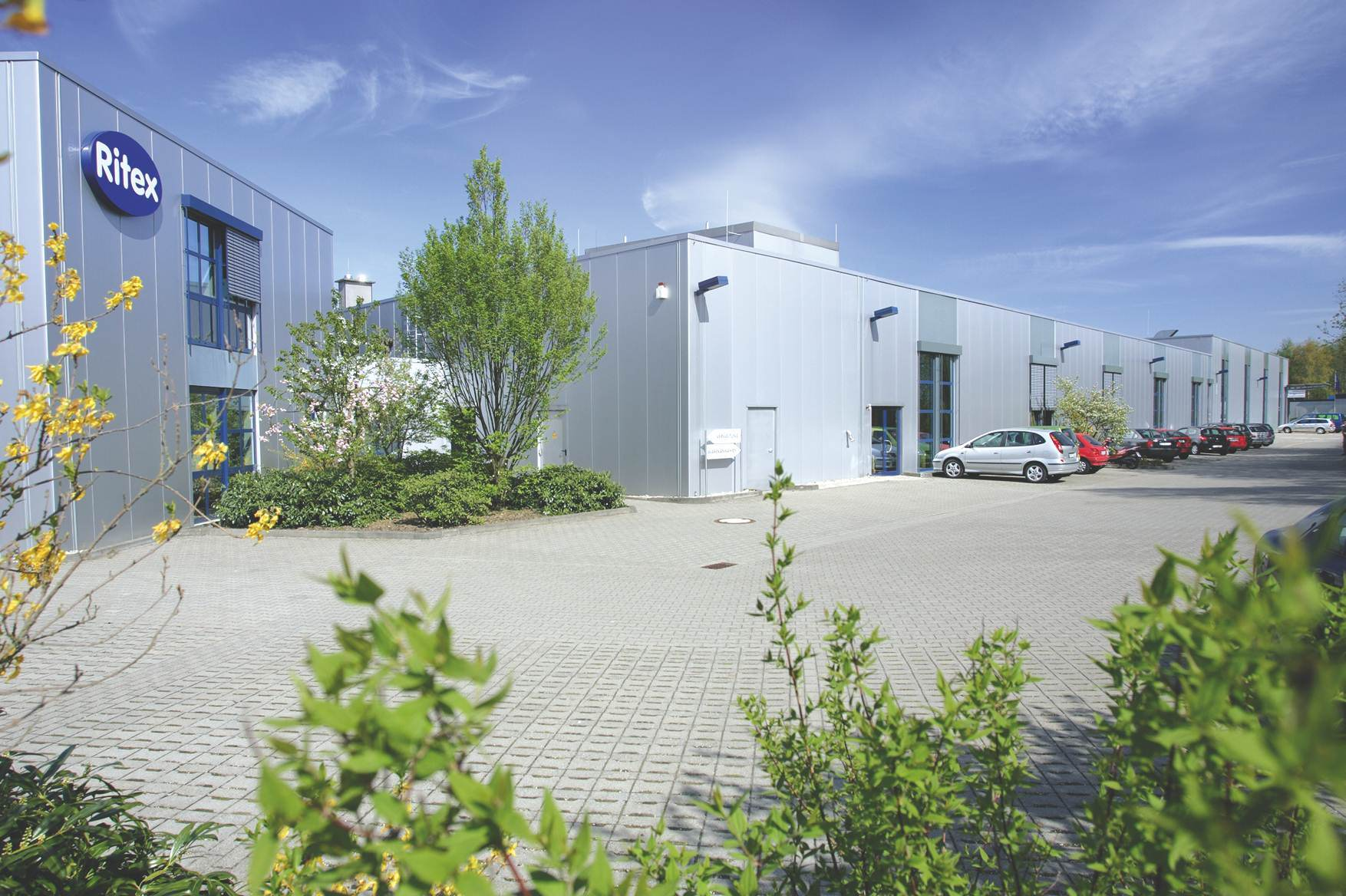
Ritex Hauptsitz in Bielefeld, 2017

1994 beschloss Ritex daher den Bau einer neuen Produktionsstätte für Kondome in Bielefeld. Bereits ein Jahr später begann die Produktion auf der ersten Tauchanlage in der neu erbauten Produktionsanlage. 2004 wurde die Produktionsfläche um 70 Prozent erweitert und die technische Kapazität zur Kondomherstellung um 50 Prozent ausgebaut.
Nach eigenen Angaben produzierte Ritex im Jahr 2015 120 Millionen Kondome pro Jahr und verarbeitete jährlich 180 Tonnen Latex.
Sämtliche Ritex Kondome werden ausschließlich auf den eigenen Anlagen in Bielefeld hergestellt.
Im Jahr 2024 konnte mit einem Jahresumsatz von 14,8 Millionen Euro ein Firmenrekord erzielt werden. Das Unternehmen richtet sich mit seinem Markenauftritt vor allem an Menschen über 25 Jahren in festen Beziehungen.

## Produkte
Ritex vertreibt unterschiedliche Kondom-Produkte (z. B. auch Werbekondome), Gleitgele und Schutzhüllen für Ultraschallsonden. Ein Drittel des Umsatzes macht die Firma inzwischen mit Gleitgel (Stand 2025).

## Beiträge zur gesundheitlichen Aufklärung

dlf Gütesiegel

Ritex war neben Mapa (Billy Boy, Fromms, Blausiegel) und London Rubber (heute: Durex) Gründungsmitglied der Deutschen Latex Forschungs- und Entwicklungsgemeinschaft (dlf). Die dlf war am 12. Januar 1971 mit dem Ziel gegründet worden, ein Gütezeichen für Kondome mit hohen Prüf- und Qualitätsanforderungen zu schaffen, um sich gegenüber billigen und qualitativ minderwertigen Kondomprodukten abzugrenzen. Am 26. Januar 1981 war das dlf-Gütesiegel eingeführt worden, welches die Produkte kennzeichnete, die die besonderen Qualitätsanforderungen der dlf-Norm erfüllten.
Im Dezember 1989 übernahm der deutsche Gesetzgeber die dlf-Norm und verfügte, dass in Deutschland nur noch Kondome vertrieben werden durften, welche dem Qualitätsstandard der dlf-Norm (RAL RG 203) oder dem DIN-Norm-Entwurf 58 993 entsprachen. Seitdem hatte die dlf ihre Norm weiterentwickelt, um mit ihrem Gütesiegel die Kondome auszeichnen zu können, welche eine höhere Qualität als nur die gesetzliche Mindestanforderung erfüllten.
Die dlf hat sich als Verband der Kondomhersteller zum 31. Dezember 2016 aufgelöst. Als neuer zentraler Ansprechpartner in allen Fragen zu Kondomen wurde daraufhin der Fachbereich Kondome (FBK) im Bundesverband Medizintechnologie BVMed gegründet. Gründungsmitglieder des „Fachbereichs Kondome“ (FBK) sind die beiden deutschen Kondomproduzenten Ritex und CPR, die nach eigenen Angaben rund 80 Prozent der deutschen Kondomproduktion auf sich vereinen.
Um die Lehrerinnen und Lehrer während des Aufklärungsunterrichts zu unterstützen, stellt Ritex für Schulen kostenlose Schulungspakete zur Verfügung. In diesen Paketen befinden sich eine DVD mit einem Film zur Kondomproduktion, das Holzmodell eines Penis mit  Kondomen für Demonstrationszwecke ohne Gleitmittel, um so die praktische Demonstration zu ermöglichen, eine Einheit Gratisproben und ein Hinweis auf den Download-Bereich für Unterrichtsmaterial wie „Das kleine Ritex Kondom-ABC“, eine Präsentation für den Unterricht und weitere Materialien.
Ritex unterstützt verschiedene öffentliche bzw. non-profit Organisationen wie zum Beispiel die BZgA und Pro familia (Deutschland) mit Naturalspenden, gemeinschaftlichen Werbeaktionen, mit Beratungsgesprächen und auf sonstige Weise.